# 조약체결권자
조약체결권자란 조약이 유효하게 체결되기 위해서는 국제법상 조약체결능력을 가진 자(조약당사자, 국제법의 능동적 주체)를 말한다. 조약은 조약체결권자에 의해 체결되어야 하며, 국가의 조약체결행위는 조약체결권자 또는 그로부터 적법한 권한을 위임을 받은 전권위임대표(plenipotentiary)에 의하여야 한다.
여기서 조약체결권자는 국가를 대표하여 조약을 체결할 권한을 가진 자(국가기관)으로 조약체결권자를 누구로 할 것인가는 각 국가들이 자신의 국내법으로 정하는 문제이다. 대부분 대통령 혹은 왕 등 국가원수에게 조약체결권한을 부여하고 있다.
적법한 권한을 가지지 않은 자에 의해 체결된 조약의 경우 법적 효력이 없으나 국가에 의해 추인되면 유효한 조약체결행위로 인정된다. 예외적으로 전시에 군사령관이 체결한 포로협정, 휴전협정 등은 국내법상의 조약체결권자에 의하지 않았다는 이유로 무효를 주장할 수 없다.

## 같이 보기
- 조약